# General Baldissera
General Baldissera ist eine Stadt in der argentinischen Provinz Córdoba. Die Kleinstadt liegt im Departamento Marcos Juárez und hat laut Volkszählung von 2010 2.387 Einwohner. Sie liegt an der Provinzroute RP E58, 320 km von der Provinzhauptstadt Córdoba und 530 km von Buenos Aires entfernt.
Die wichtigste wirtschaftliche Aktivität der Stadt ist die Landwirtschaft, gefolgt von der Viehzucht.